# Maraca horrida
Maraca horrida là một loài nhện trong họ Theraphosidae.
Loài này thuộc chi Maraca. Maraca horrida được Joachim Schmidt miêu tả năm 1994.